# Suvisaaristo
Suvisaaristo (en suédois : Sommaröarna) est un archipel qui forme un quartier maritime de la ville d'Espoo en Finlande.

## Description
Suvisaaristo compte 638 habitants (31.12.2016).
Suvisaaristo est un quartier principalement construit de résidences d'été.

## Îles

### Îles accessibles par la route
Suvisaaristo est un archipel dont les îles suivantes sont accessibles par la route : Bergö, Furuholm, Moisö, Ramsö, Skataholmen, Svartholm, Suino (Svinö).
La ligne de bus YTV régionale 145 va jusqu'au bout de la rue Suvisaaristontie. L'été, des bateaux traversent de Suvisaaristo au détroit de Suinonsalmi (en suédois : Svinösund).

### Autes îles
La quarantaine d'autres îles n'ont pas de pont d'accès.
Parmi celles ci les îles fortifiées sont : Pentala, Alskär, Kopplorna, Lehtisaaret, Stora Bodö et Kytö. 
Les iles de Pentala, Iso Vasikkasaari, Stora Herrö, Gåsgrund et Rövaren (fi) sont desservies par des bateaux réguliers.
Au sud-ouest des îles principales se trouve le groupe d'Aisarn, dont les îles sont Storaisarn, Lillaisarn et Torraisarn. 
L'île la plus méridionale de l'archipel est Stenskär.